# دولت دوم دیوید کامرون

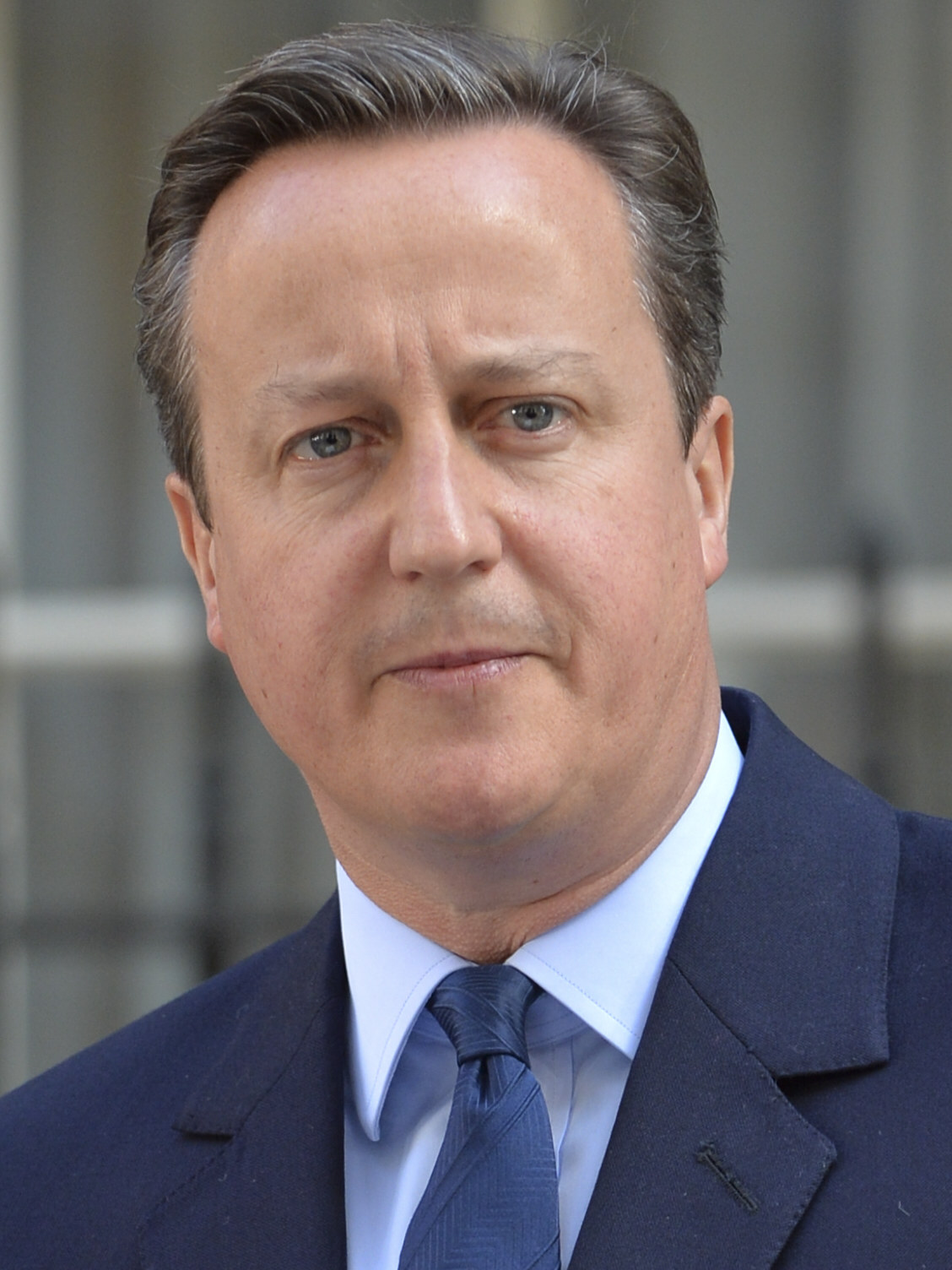
ديويد كامرون

دیوید کامرون در پی انتخابات عمومی ۷ می ۲۰۱۵ بریتانیا دومین دوره نخست وزیری خود را آغاز کرد و دولت دوم خویش را تشکیل داد. پیش از انتخابات، کامرون یک دولت ائتلافی متشکل از اعضای احزاب محافظه کار و لیبرال دموکرات را رهبری می‌کرد. در سال ۲۰۱۶، به‌دنبال همه‌پرسی خروج بریتانیا از اتحادیه اروپا و موافقت اکثریت مردم با آن، دیوید کامرون اعلام کرد که استعفا خواهد داد. از ۱۳ ژوئیهٔ ۲۰۱۶، ترزا می که وزیر کشور دولت کامرون بود، به‌عنوان نخست وزیر جدید بریتانیا فعالیت خود را آغاز نمود.

## پیشینه
کامرون در بعد از ظهر ۸ می ۲۰۱۵ گزینه‌های مورد انتخاب خویش برای سمت‌های ریاست خزانه، وزیر کشور، وزیر خارجه و وزیر دفاع را به ترتیب جرج آزبورن، ترزا می، فیلیپ هاموند و مایکل فالون با حفظ سمت اعلام کرد. آزبورن همچنین عنوان افتخاری «وزیر اول دولت» را دریافت کرد.
انتخاب‌های کامرون برای سایر سمت‌ها نیز در طی هفته اعلام شدند. اریک پیکلز - که سابقاً وزیر جوامع و دولت‌های محلی بود - هیئت دولت را ترک گفت و مقام شوالیه‌گری دریافت نمود. وزارتخانه‌های کسب وکار، نوآوری و مهارت - انرژی و تحولات اقلیمی - امور اسکاتلند و سمت دبیر ارشد خزانه داری که سابقاً توسط لیبرال دموکرات‌ها پر شده بود، توسط محافظه کارها پر شد. سمت قائم مقام نخست وزیر نیز که پیش از این توسط نیک کلگ برعهده گرفته شده بود در دولت جدید اکثریت محافظه کار مورد استفاده مجدد قرار نخواهد گرفت.

## هیئت دولت

### سلسله مراتب وزارتی در بریتانیا
سلسله مراتب وزرا در بریتانیا، از بالا به پائین به ترتیب کاهش مقام و اهمیت، به شرح زیر می‌باشد  :
- وزیر (به انگلیسی: Secretary of State) واژه Minister نیز وزیر ترجمه می‌شود اما از لحاظ مقام از Secretary of State پائین تر است
- وزیر مشاور دولت (به انگلیسی: Minister of State)
- وزیر-معاون پارلمانی یا «وزیر پارلمانی» (به انگلیسی: Parliamentary Under-Secretary of State)
- منشی خصوصی یا «منشی خصوصی پارلمانی» (به انگلیسی: Parliamentary Private Secretary)

### هیئت وزیران
لازم به ذکر است که اسامی یاد شده در این فهرست، متصدیان فعلی مقام ذی‌ربط هستند و ممکن است پیش از آن‌ها نیز شخص دیگری در دولت دوم کامرون متصدی مقام مربوطه بوده باشند .
| مقام                                                                                | متصدی                      |
| ----------------------------------------------------------------------------------- | -------------------------- |
| نخست وزیر لرد اول خزانه داری وزیر خدمات کشوری                                       | دیوید ویلیام دونالد کامرون |
| رئیس خزانه لرد دوم خزانه داری وزیر اول دولت                                         | جرج گیدئون الیور آزبورن    |
| وزیر خارجه و امور کشورهای مشترک‌المنافع                                              | فیلیپ آنتونی هاموند        |
| وزیر کشور                                                                           | ترزا مری می                |
| وزیر دادگستری رئیس قوه قضائیه                                                       | مایکل اندرو گوو            |
| وزیر دفاع                                                                           | مایکل کَتِل فالون            |
| وزیر کسب و کار، نوآوری و مهارت رئیس هیئت بازرگانی                                   | ساجد جاوید                 |
| وزیر کار و بازنشستگی                                                                | استفن کراب                 |
| وزیر بهداشت                                                                         | جرمی ریچارد هانت           |
| وزیر جوامع و دولت‌های محلی                                                           | گرگوری دیوید کلارک         |
| وزیر آموزش و پرورش وزیر زنان و مساوات                                               | نیکولا آن مورگان           |
| وزیر توسعه بین‌الملل                                                                 | جاستین گرینینگ             |
| وزیر انرژی و تحولات اقلیمی (تغییرات آب و هوایی)                                     | امبر راد                   |
| وزیر ترابری                                                                         | پاتریک آلن مک لافلین       |
| وزیر امور اسکاتلند                                                                  | دیوید گوردون ماندل         |
| وزیر امور ایرلند شمالی                                                              | ترزا آن ویلیرز             |
| وزیر امور ولز                                                                       | آلن هیو کرنز               |
| وزیر فرهنگ، رسانه و ورزش                                                            | جان ویتینگ دِیل             |
| وزیر محیط زیست، غذا و امور روستایی                                                  | الیزابت مری تراس           |
| رهبر مجلس عوام لرد رئیس شورا                                                        | کریستوفر استفن گرِیلینگ     |
| رهبر مجلس اعیان لرد نگهبان مُهر اختصاصی                                              | تینا وندی استووِل           |
| رئیس قلمرو دوک‌نشین لنکستر                                                           | الیور لِتوین                |
| دبیر ارشد خزانه داری                                                                | گرگوری ویلیام هندز         |
| رئیس تازیانه مجلس عوام (مسئول حفظ آرامش فضای حاکم بر مجلس) وزیر پارلمانی خزانه داری | مارک جیمز هارپر            |
| وزیر دفتر هیئت دولت پرداخت‌کننده کل (مسئول حسابرسی امور مالی ملکه)                   | متی جان دیوید هنکاک        |
| دادستان کل انگلستان و ولز                                                           | جرمی پل رایت               |
| وزیر مشاور دولت در امور استخدام                                                     | پریتی پاتل                 |
| وزیر مشاور دولت در امور خارجه و کشورهای مشترک‌المنافع                                | جویس آن آنلِی               |
| وزیر فاقد مقام                                                                      | رابرت هنری هالفون          |
| وزیر مشاور دولت در امور کسب و کارهای کوچک، صنعت و سرمایه‌گذاری                       | آنا مری سوبری              |

## جزئیات

### دفتر هیئت دولت و امور نخست وزیری
| مقام                                                                                       | متصدی                      |
| ------------------------------------------------------------------------------------------ | -------------------------- |
| نخست وزیر لرد اول خزانه داری وزیر خدمات کشوری                                              | دیوید ویلیام دونالد کامرون |
| رئیس قلمرو دوک‌نشین لنکستر                                                                  | الیور لِتوین                |
| وزیر دفتر هیئت دولت پرداخت‌کننده کل (مسئول حسابرسی امور مالی ملکه)                          | متی جان دیوید هنکاک        |
| رهبر مجلس عوام لرد رئیس شورا                                                               | کریستوفر استفن گرِیلینگ     |
| وزیر-معاون پارلمانی در امور جامعه مدنی                                                     | رابرت اُوِن ویلسون بیگز      |
| وزیر پارلمانی برای اصلاح قانون اساسی رئیس تازیانه دولت (مسئول حفظ آرامش فضای حاکم بر دولت) | جان دیوید پِن رُز            |
| وزیر پارلمانی برای دفتر هیئت دولت                                                          | جیمز جرج رابرت بریجز       |
| وزیر فاقد مقام دستیار رئیس حزب محافظه کار                                                  | رابرت هنری هالفون          |
| منشی خصوصی نخست وزیر                                                                       | گاوِن الکساندر ویلیامسون    |

### وزارت کسب و کار، نوآوری و مهارت
| مقام                                                                          | متصدی                     |
| ----------------------------------------------------------------------------- | ------------------------- |
| وزیر کسب و کار، نوآوری و مهارت رئیس هیئت بازرگانی                             | ساجد جاوید                |
| وزیر مشاور دولت در امور کسب و کارهای کوچک، صنعت و سرمایه‌گذاری                 | آنا مری سوبری             |
| وزیر مشاور دولت در امور علوم و دانشگاه ها                                     | جوزف ادموند جانسون        |
| وزیر مشاور دولت در امور مهارت (به‌طور مشترک با وزارت آموزش و پرورش)            | نیکلاس ادوارد کالریج بولز |
| وزیر مشاور دولت در امور فرهنگ و اقتصاد دیجیتال (به‌طور مشترک با وزارت فرهنگ)   | ادوارد هنری باتلر وِیزی    |
| وزیر-معاون پارلمانی در امور علوم زیستی (به‌طور مشترک با وزارت بهداشت)          | جرج ویلیام فریمن          |
| وزیر مشاور دولت در امور تجارت و سرمایه‌گذاری (به‌طور مشترک با وزارت امور خارجه) | مارک یان پرایس            |
| وزیر-معاون پارلمانی در امور مالکیت معنوی (به‌طور مشترک با وزارت فرهنگ)         | لوسی نِویل-رولف            |

### وزارت جوامع و دولت های محلی
| مقام                                                                                           | متصدی                       |
| ---------------------------------------------------------------------------------------------- | --------------------------- |
| وزیر جوامع و دولت‌های محلی                                                                      | گرگوری دیوید کلارک          |
| وزیر مشاور دولت در امور جوامع و تاب آوری وزیر پورتسموث                                         | مارک گینو فرانسوآ           |
| وزیر مشاور دولت در امور مسکن و طرح ریزی                                                        | برَندون کِنِت لوئیس            |
| وزیر-معاون پارلمانی در امور دولت‌های محلی                                                       | مارکوس چارلز جونز           |
| وزیر-معاون پارلمانی در امور رشد محلی وزیر پروژه نیروگاه شمالی انگلستان                         | جیمز استفان وارتون          |
| وزیر-معاون پارلمانی در امور پناهندگان سوریه (به‌طور مشترک با وزارت کشور و وزارت توسعه بین‌الملل) | ریچارد ایروین هارینگتون     |
| وزیر-معاون پارلمانی در امور جوامع و دولت‌های محلی                                               | سوزان فرانسیس ماریا ویلیامز |

### وزارت دفاع
| مقام                                                         | متصدی                              |
| ------------------------------------------------------------ | ---------------------------------- |
| وزیر دفاع                                                    | مایکل کَتِل فالون                    |
| وزیر مشاور دولت در امور تدارکات دفاعی                        | فیلیپ مارتین دان                   |
| وزیر مشاور دولت در امور نیروهای مسلح                         | پنلوپه مری موردانت                 |
| وزیر-معاون پارلمانی در امور رفاه، کهنه سربازان و پرسنل دفاعی | سرهنگ دوم جان مارک لنکستر          |
| وزیر-معاون پارلمانی در امور محفوظات (ذخایر)                  | کاپیتان جولیان ویلیام ئِندی برِیزیئِر |
| وزیر مشاور دولت در امور دفاعی                                | فردریک ریچارد پِن کِرزِن              |

### وزارت آموزش و پرورش(و مساوات)
| مقام                                                                      | متصدی                     |
| ------------------------------------------------------------------------- | ------------------------- |
| وزیر آموزش و پرورش وزیر زنان و مساوات                                     | نیکولا آن مورگان          |
| وزیر مشاور دولت در امور مدارس                                             | نیکلاس جان گیب            |
| وزیر مشاور دولت در امور مهارت (به‌طور مشترک با وزارت کسب و کار)            | نیکلاس ادوارد کالریج بولز |
| وزیر مشاور دولت در امور کودک و خانواده                                    | آنتونی ادوارد تیمپسون     |
| وزیر-معاون پارلمانی در امور آموزش و مراقبت از کودک                        | ساموئل فیلیپ گیما         |
| وزیر-معاون پارلمانی در امور زنان و مساوات (به‌طور مشترک با وزارت دادگستری) | کارولین جولیا دانِناج      |
| وزیر-معاون پارلمانی در امور مدارس                                         | جان آلفرد استودارد نَش     |

### وزارت انرژی و تحولات اقلیمی(تغییرات آب و هوایی)
| مقام                                                                      | متصدی                |
| ------------------------------------------------------------------------- | -------------------- |
| وزیر انرژی و تحولات اقلیمی                                                | اَمبر راد             |
| وزیر مشاور دولت در امور انرژی                                             | آندریا ژاکلین لیدسام |
| وزیر-معاون پارلمانی در امور تحولات اقلیمی (به‌طور مشترک با اداره امور ولز) | نیکلاس هنری بورن     |

### وزارت فرهنگ، رسانه و ورزش
| مقام                                                                                         | متصدی |
| -------------------------------------------------------------------------------------------- | --- |
| وزیر فرهنگ، رسانه و ورزش                                                                     | جان ویتینگ دِیل |
| وزیر مشاور دولت در امور فرهنگ و اقتصاد دیجیتال (به‌طور مشترک با وزارت کسب و کار)              | ادوارد هنری باتلر وِیزی |
| وزیر-معاون پارلمانی در امور ورزش و گردشگری                                                   | تا فوریه ۲۰۱۶ تریسی الیزابت آن کراوچ در این سمت بود. در مدتی که او در مرخصی زایمان به سر می‌برد، دیوید آنتونی ایوِنِت به جای او کفیل این مقام شد. |
| وزیر-معاون پارلمانی در امور مالکیت معنوی (به‌طور مشترک با وزارت کسب و کار)                    | لوسی نِویل-رولف |
| وزیر-معاون پارلمانی در امور سلامت و امنیت اینترنت (به‌طور مشترک با وزارت کشور از دسامبر ۲۰۱۵) | جوآنا شیلدز |

### وزارت محیط زیست، غذا و امور روستایی
| مقام                                                                  | متصدی                     |
| --------------------------------------------------------------------- | ------------------------- |
| وزیر محیط زیست، غذا و امور روستایی                                    | الیزابت مری تراس          |
| وزیر مشاور دولت در امور کشاورزی، غذا و محیط زیست دریا                 | چارلز جرج ایوستِس          |
| وزیر-معاون پارلمانی در امور آب، جنگلبانی، امور روستایی و مدیریت منابع | رودریک جیمز ناجنت استوارت |

### اداره امور خارجه و کشورهای مشترک‌المنافع(وزارت خارجه)
| مقام                                                                               | متصدی                       |
| ---------------------------------------------------------------------------------- | --------------------------- |
| وزیر خارجه و امور کشورهای مشترک‌المنافع                                             | فیلیپ آنتونی هاموند         |
| وزیر مشاور دولت در امور ناتو و اتحادیه اروپا (شناخته شده تحت عنوان وزیر اروپا)     | دیوید روی لیدینگتون         |
| وزیر مشاور دولت در امور کشورهای مشترک‌المنافع، آمریکا، آسیا-اقیانوسیه و آسیای جنوبی | هوگو جرج ویلیام سوآیِر       |
| وزیر-معاون پارلمانی در امور خاورمیانه، شمال آفریقا و آسیای مرکزی                   | کاپیتان توبیاس مارتین اِلوود |
| وزیر-معاون پارلمانی در امور آفریقا و حوزه دریای کارائیب                            | جیمز فیلیپ دادریج           |
| وزیر مشاور دولت در امور آفریقا و حوزه دریای کارائیب                                | گرانت شَپس                   |
| وزیر مشاور دولت در امور خارجه و کشورهای مشترک‌المنافع                               | جویس آن آنِلی                |
| وزیر مشاور دولت در امور تجارت و سرمایه‌گذاری (به‌طور مشترک با وزارت کسب و کار)       | مارک یان پرایس              |

### وزارت بهداشت
| مقام                                                                    | متصدی                   |
| ----------------------------------------------------------------------- | ----------------------- |
| وزیر بهداشت                                                             | جرمی ریچارد هانت        |
| وزیر مشاور دولت در امور جامعه و مراقبت اجتماعی                          | الستر جیمز هِندری بِرت    |
| وزیر-معاون پارلمانی در امور کیفیت مراقبت (و خدمات بهداشتی)              | بندیکت مایکل گامِر       |
| وزیر-معاون پارلمانی در امور بهداشت عمومی                                | جین الیزابت الیسون      |
| وزیر-معاون پارلمانی در امور علوم زیستی (به‌طور مشترک با وزارت کسب و کار) | جرج ویلیام فریمن        |
| وزیر-معاون پارلمانی در امور بهره وری سرویس بهداشت ملی بریتانیا          | دیوید گیفورد لیتس پرایِر |

### وزارت کشور
| مقام                                                                                            | متصدی                                                  |
| ----------------------------------------------------------------------------------------------- | ------------------------------------------------------ |
| وزیر کشور                                                                                       | ترزا مری می                                            |
| وزیر مشاور دولت در امور پلیس، آتش نشانی، عدالت کیفری و قربانیان (به‌طور مشترک با وزارت دادگستری) | مایکل آلن پنینگ                                        |
| وزیر مشاور دولت در امور امنیت                                                                   | جان هنری هایز                                          |
| وزیر مشاور دولت در امور مهاجرت                                                                  | جیمز پیتر بروکن شایر                                   |
| وزیر-معاون پارلمانی در امور جلوگیری از سوء استفاده و بهره کشی                                   | کارِن آن برَدلی                                          |
| وزیر-معاون پارلمانی در امور پناهندگان سوریه (به‌طور مشترک با وزارت جوامع و وزارت توسعه بین‌الملل) | ریچارد ایروین هارینگتون                                |
| وزیر مشاور دولت در امور داخلی                                                                   | ریچارد سندرسون کین (به‌طور مشترک بااداره امور اسکاتلند) |
| وزیر-معاون پارلمانی در امور مقابله با افراط گرایی (به‌طور مشترک با وزارت ترابری)                 | طارق محمود احمد                                        |
| وزیر-معاون پارلمانی در امور سلامت و امنیت اینترنت (به‌طور مشترک با وزارت فرهنگ)                  | جوآنا شیلدز                                            |

### وزارت توسعه بین‌الملل
| مقام                                                                                  | متصدی                      |
| ------------------------------------------------------------------------------------- | -------------------------- |
| وزیر توسعه بین‌الملل                                                                   | جاستین گرینینگ             |
| وزیر مشاور دولت در امور توسعه بین‌الملل                                                | سرگرد سِر دزموند آنگس سوئِین |
| وزیر مشاور دولت در امور توسعه بین‌الملل                                                | گرانت شَپس                  |
| وزیر-معاون پارلمانی در امور توسعه بین‌الملل                                            | نیکلاس ریچارد هِرد          |
| وزیر-معاون پارلمانی در امور پناهندگان سوریه (به‌طور مشترک با وزارت کشور و وزارت جوامع) | ریچارد ایروین هارینگتون    |
| وزیر-معاون پارلمانی در امور توسعه بین‌الملل                                            | ساندیپ وِرما                |